# Tomasz Pilch
Tomasz Pilch (Wisła, 20 oktober 2000) is een Pools schansspringer. 

## Carrière
Pilch maakte zijn debuut in de wereldbeker in het seizoen 2017/2018. Bij zijn eerste wereldbekerwedstrijd op 4 januari 2018 in Innsbruck eindigde hij op de 42e plaats. Hij behaalde nog geen podiumplaats in een wereldbekerwedstrijd. 

## Belangrijkste resultaten

### Wereldbeker
Eindklasseringen
| Seizoen   | Algm | SV | 4S  |
| --------- | ---- | -- | --- |
| 2017/2018 | 73e  | -  | 55e |

### Grand Prix
Eindklasseringen
| Jaar | Plaats |
| ---- | ------ |
| 2018 | 63e    |